# Ruta Provincial 5 (Corrientes)
La Ruta Provincial 5 es una carretera pavimentada de 146 kilómetros de extensión en el extremo norte-noreste de la provincia de Corrientes, Argentina, entre la ciudad de Corrientes y la Ruta Nacional 118.

## Recorrido
Esta carretera conecta las siguientes localidades:
- Departamento Capital: Ciudad de Corrientes (capital provincial)
- Departamento San Luis del Palmar: San Luis del Palmar
- Departamento General Paz: Lomas de Vallejos, Caá Catí

Además, tiene intersecciones con la Ruta Provincial 4, a través de la cual se accede a la localidad de Herlitzka, la Ruta Provincial 13, a través de la cual se accede a las localidades de Palmar Grande (al este) e Itá Ibaté (al oeste, debiendo cruzar la localidad de Caá Catí), y la Ruta Nacional 118 que se conecta con las localidades de Loreto (al este) y San Miguel, Santa Rosa, Tabay, Tatacuá y Saladas (al oeste), interceptándose en ambos extremos con la Ruta Nacional 12.